# Tekellina bella
Espèce
Tekellina bella est une espèce d'araignées aranéomorphes de la famille des Synotaxidae.

## Distribution
Cette espèce se rencontre au Brésil en Amazonas, au Roraima, au Pará et au Minas Gerais et en Bolivie dans la département du Beni,.

## Description
Le mâle holotype mesure 1,00 mm et la femelle paratype 1,02 mm.

## Systématique et taxinomie
Cette espèce a été décrite par Marques et Buckup en 1993.

## Publication originale
- Marques & Buckup, 1993 : « Novas espécies de Tekellina do Brasil (Araneae, Theridiidae). » Iheringia Série Zoologia, no 74, p. 125-132 (texte intégral).